# 索尔索
索尔索（義大利語：Sorso），是意大利萨萨里省的一个市镇。总面积67.05平方公里，人口14811人，人口密度220.9人/平方公里（2009年）。ISTAT代码为090069。